# بوجو
البوجو أو بوجهه أو ريال بوجو هو وحدة نقدية جزائرية قديمة، ضربت في دار السكة بالجزائر، البنك المركزي في إيالة الجزائر، وكانت متداولة في حوض البحر الأبيض المتوسط وفي الدولة العثمانية. كان البوجو ينقسم إلى 24 مزيونة، أو 48 خروبة، أو 696 آقجة. وكان يلزم 4.5 بوجو للحصول على سلطاني من الذهب. كما استخدمت وحدات نقدية أخرى مثل الآقجة والتون في الجزائر وفي الدولة العثمانية.
ظهرت أولى قطع البوجو في منتصف قرن 11 - قرن 12 - قرن 13
```
(1172-118 هـ). في عهد 
بابا علي
 
ومحمد بن عثمان خوجة
 بالجزائر، 
ومصطفى الثالث
 في 
إسطنبول
، ضربت عملات من فئات 1/8، 1/4، 1/2 ،1 و 2 بوجو، وكان وزن العملة الكاملة أقل بقليل من 
14
 
غرام
 من الفضة بنسبة نقاء 900‰. ومع مرور الوقت انخفض وزنها إلى ما دون 
11
 
غرام
 قبل عام 1830. ويعادل البوجو المضاعف (
دورو
) في قيمته تقريبا 
القرش العثماني
 وكان يساوي 
3,72
 
فرنك
 في باريس آنذاك.
[
2
]
```

أوبرا القائد الكوميدية من تأليف أمبروز توما والتي عرضت أول مرة في تاريخ 3 يناير 1849 بباريس، وتدور أحداثها في الجزائر، كانت تعرف في البداية باسم Les Boudjous
.

## هوامش ومراجع
1. ↑  مجهول, المؤلف (1830). لمحة تاريخية وإحصائية وطبوغرافية عن ولاية الجزائر [Aperçu historique, statistique et topographique sur l'état d'Alger] (بالفرنسية). Ch. Piquet. Vol. 1. p. 197.
2. 1 2  « Boudjou » جان-جوزيف مارسيل، Vocabulaire français-arabe des dialectes vulgaires africains : d'Alger...، C. Hingray، 1837، صفحة 153، 454. نسخة محفوظة 2024-12-08 على موقع واي باك مشين.
3. ↑  وايلد, نيكول; ديفيد تشارلتون (2005). مسرح الأوبرا-كوميك في باريس [Théâtre de l'Opéra-Comique Paris] (بالفرنسية). Sprimont. p. 552. ISBN:978-2-87009-898-1. Archived from the original on 2023-09-06.{{استشهاد بكتاب}}:  صيانة الاستشهاد: مكان بدون ناشر (link)